# 127936 Maia
127936 Maia è un asteroide della fascia principale. Scoperto nel 2003, presenta un'orbita caratterizzata da un semiasse maggiore pari a 2,4349840 au e da un'eccentricità di 0,0762621, inclinata di 7,37005° rispetto all'eclittica.